# 재팬 투데이
재팬 투데이(Japan Today)는 일본, 도쿄에 있는 온라인 신문 회사로, 2000년 창간되었다.